# Katrin Malen
Katrin Malen foi o nome falsamente atribuído a uma mulher visível em uma imagem viral que foi divulgada na internet no início dos anos 2000. A foto ficou mais conhecida como A menina do corredor.
A foto, que no início dos anos 2000 foi divulgada como se fosse uma "aparição" ocorrida na Indonésia, na verdade faz parte de um livro de contos de terror sul-coreano, publicado em 1993.
1. 1 2  «Novas investigações sobre a foto da Menina Fantasma do Corredor!». E-farsas - Desvendando fake news desde 2002!. 14 de agosto de 2021. Consultado em 14 de agosto de 2021
2. ↑  «특급 공포체험 쉿! 40가지 무서운 이야기?». 네이버 블로그 | 스파이크의 무한 잡설 공간 (em coreano). Consultado em 14 de agosto de 2021